# 青森県道267号山田鰺ケ沢線
青森県道267号山田鰺ケ沢線（あおもりけんどう267ごう やまだあじがさわせん）は、青森県つがる市から西津軽郡鰺ヶ沢町に至る一般県道である。

## 概要
つがる市森田町山田で国道101号および青森県道245号稲盛千代町山田線から連続・分岐し、旧森田村中心部を通って、鰺ヶ沢町北浮田町で国道101号に合流する。当路線は旧国道101号であった区間である。

### 路線データ
- 起点 : つがる市森田町山田[1]（国道101号・青森県道245号稲盛千代町山田線交点）
- 終点 : 西津軽郡鰺ケ沢町[1]（国道101号交点）

## 歴史
- 1992年（平成4年）7月17日 - 青森県が県道に認定する[1]。

## 地理

### 交差する道路
- 国道101号・青森県道245号稲盛千代町山田線（つがる市森田町山田、起点）
- 青森県道153号山田鶴田線（つがる市森田町山田）
- 青森県道132号十腰内陸奥森田停車場線（つがる市森田町森田）
- 青森県道188号福原陸奥森田停車場線（つがる市森田町森田）
- 青森県道39号長平町森田線（つがる市森田町大館）
- 青森県道261号鳴沢停車場線（つがる市木造越水）
- 国道101号（西津軽郡鰺ヶ沢町北浮田町、終点）

### 沿線の施設など
- つがる市役所 森田支所（旧森田村役場）
- 森田郵便局
- JR五能線
  - 陸奥森田駅
  - 越水駅